# Quiosco Girossi

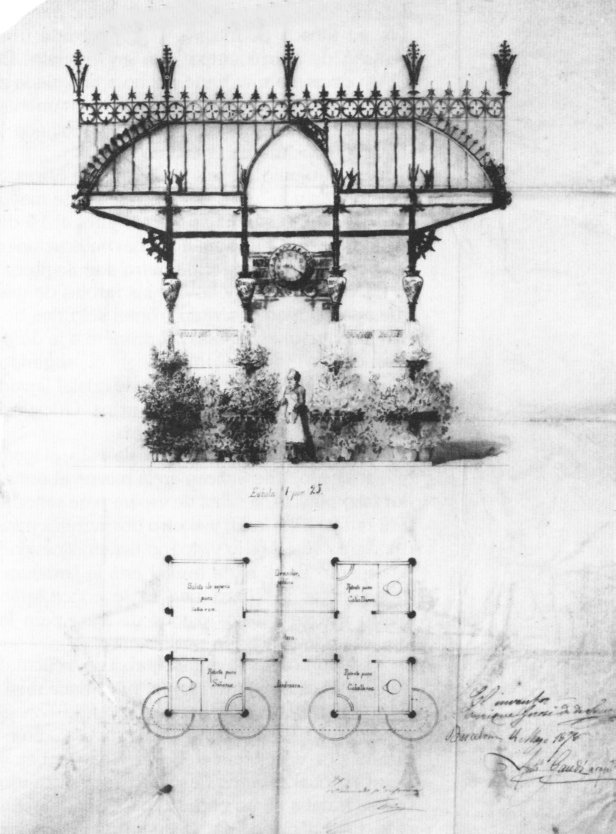
Proyecto de Quiosco Girossi

El quiosco Girossi fue un proyecto irrealizado de local comercial para vías públicas de Barcelona diseñado por el arquitecto modernista Antoni Gaudí. Encargado en 1878, fue uno de los primeros proyectos del arquitecto al finalizar la carrera.
El proyecto fue un encargo del comerciante Enrique Girossi de Sanctis, que habría consistido en veinte quioscos repartidos por toda la ciudad, cada uno de los cuales habría incluido unos retretes públicos, un puesto de flores y unos paneles de cristal para publicidad, además de reloj, calendario, barómetro y termómetro. Gaudí concibió una estructura de pilares de hierro y placas de mármol y cristal, coronado por una gran marquesina de hierro y cristal, con un sistema de iluminación de gas.

## Historia
Antoni Gaudí (Reus o Riudoms, 1852-Barcelona, 1926) cursó arquitectura en la Escuela de la Lonja y en la Escuela Técnica Superior de Arquitectura de Barcelona, donde se graduó en 1878. Una vez obtenido el título de arquitecto, sus primeros trabajos fueron unas farolas para la plaza Real, el proyecto de quioscos Girossi, la vitrina para la Guantería Esteban Comella y el mobiliario para la capilla-panteón del palacio de Sobrellano en Comillas, todos del mismo año de su graduación, así como la Cooperativa Obrera Mataronense (1878-1882), que fue su primer encargo importante, aunque no se llegó a materializar en su conjunto, ya que solo se construyó una nave.

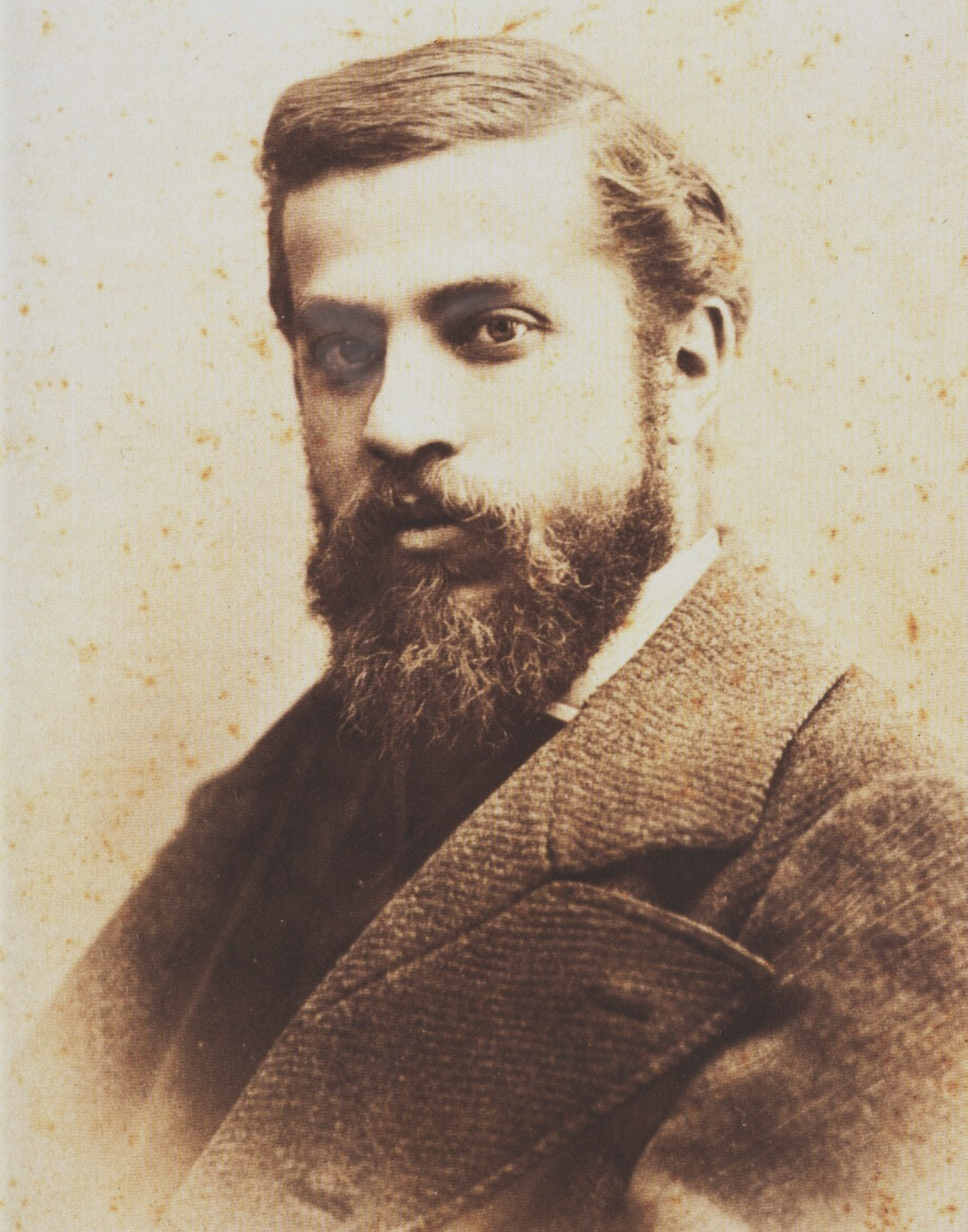
Antoni Gaudí

En mayo de 1878, recién titulado, Gaudí recibió el encargo para unos puestos de venta de flores y servicios públicos que habrían estado repartidos por la Ciudad Condal, de parte de Enrique Girossi de Sanctis, un comerciante radicado en la calle Mendizábal n.º 30 (actualmente, calle de la Junta de Comercio). Girossi presentó la solicitud para la concesión el 20 de mayo, acompañada de un presupuesto, así como una memoria y un dibujo elaborados por Gaudí y fechados el 14 de mayo. El coste de cada quiosco se estimaba en 8500 pesetas.
La memoria estaba redactada en un estilo ampuloso propio del siglo XIX y en ella se defendía que la cultura de una ciudad no se circunscribía únicamente a la educación de sus ciudadanos, sino también a la higiene de sus vías públicas y la cualidad estética de sus edificaciones, cualidades ambas que cumplían los quioscos. El arquitecto elaboró un detallado dibujo a la aguada a escala 1:24, conservados en el Archivo Histórico de la Ciudad de Barcelona.
La estructura, diseñada en mármol, hierro y cristal, medía 4 m de largo, 2,40 m de ancho y 4 m de altura, e incluía ocho reverberos de gas dentro de unos globos de cristal con forma de jarrón. Junto a la floristería y los servicios habría incluido diversos aparatos de utilidad pública, como reloj, barómetro y termómetro. Los plafones para publicidad habrían incluido información de correos, ferrocarriles y buques.
Los quioscos habrían tenido un zócalo de mármol, del que partirían unas columnas de hierro fundido que sostendrían la marquesina superior. En su parte inferior, unos platos de hierro colado acogerían las macetas para las flores, regadas con una fina lluvia artificial que caería de unos aspersores situados en los fustes de las columnas. Entre dichas columnas habría unas placas de mármol de 1,70 m de altura, sobre las que se situarían los plafones de cristal para publicidad. En la parte superior de las dos columnas centrales, justo debajo de la marquesina, habría una placa rectangular que acogería el reloj y, a ambos lados, un calendario, así como termómetro y barómetro en la parte inferior de esta placa. El quiosco se cerraría con una plancha de hierro empotrada en el suelo.
La ubicación de los veinte quioscos habría sido la siguiente: Rambla del Centro frente al Café Nacional, Rambla del Centro frente a la Casa Subiela, plaza de la Boquería frente al Palacio de la Virreina, Rambla de los Estudios frente al antiguo Seminario, Rambla de Canaletas, dos al inicio del paseo de Gracia (calle de Fontanella, ya que entonces no existía la plaza de Cataluña), dos en la zona media del mismo paseo, a la altura de la Gran Vía y la calle de Aragón, plaza de San Agustín, plaza de la Universidad, plaza Nueva, calle de Pau Claris, plaza de Junqueras (actualmente Urquinaona), ronda de San Antonio frente a los Escolapios, paseo de Isabel  II frente a la Aduana, plaza de San Sebastián (actualmente de Idrissa Diallo), mercado del Borne, paseo de San Juan y plaza Real.
La propuesta preveía una concesión a cincuenta años del espacio público, lo que no convenció inicialmente a las autoridades municipales. Pese a todo, tras un pormenorizado estudio, el proyecto fue aprobado por el consistorio. El 18 de agosto de 1879, el Ayuntamiento requirió al empresario para que indicase las ubicaciones y pidiese los permisos de obras, el cual respondió el 14 de octubre alegando problemas familiares para el retraso, pero dando las direcciones previstas. Dichas direcciones fueron objeto de disputa con el jefe de Vialidad y Conducciones, José María Jordán, pero finalmente llegaron a un acuerdo el 5 de mayo de 1879. El 23 de agosto de ese año, Girossi pidió la exención total de impuestos, lo que alargó de nuevo el proceso. Finalmente, el empresario entró en quiebra y, el 17 de diciembre de 1880, el Juzgado Municipal de Gracia embargó la concesión. En 1883, Girossi encargó un nuevo proyecto al arquitecto Manuel Comas i Thos, que tampoco se realizó.